# دیش ماهواره

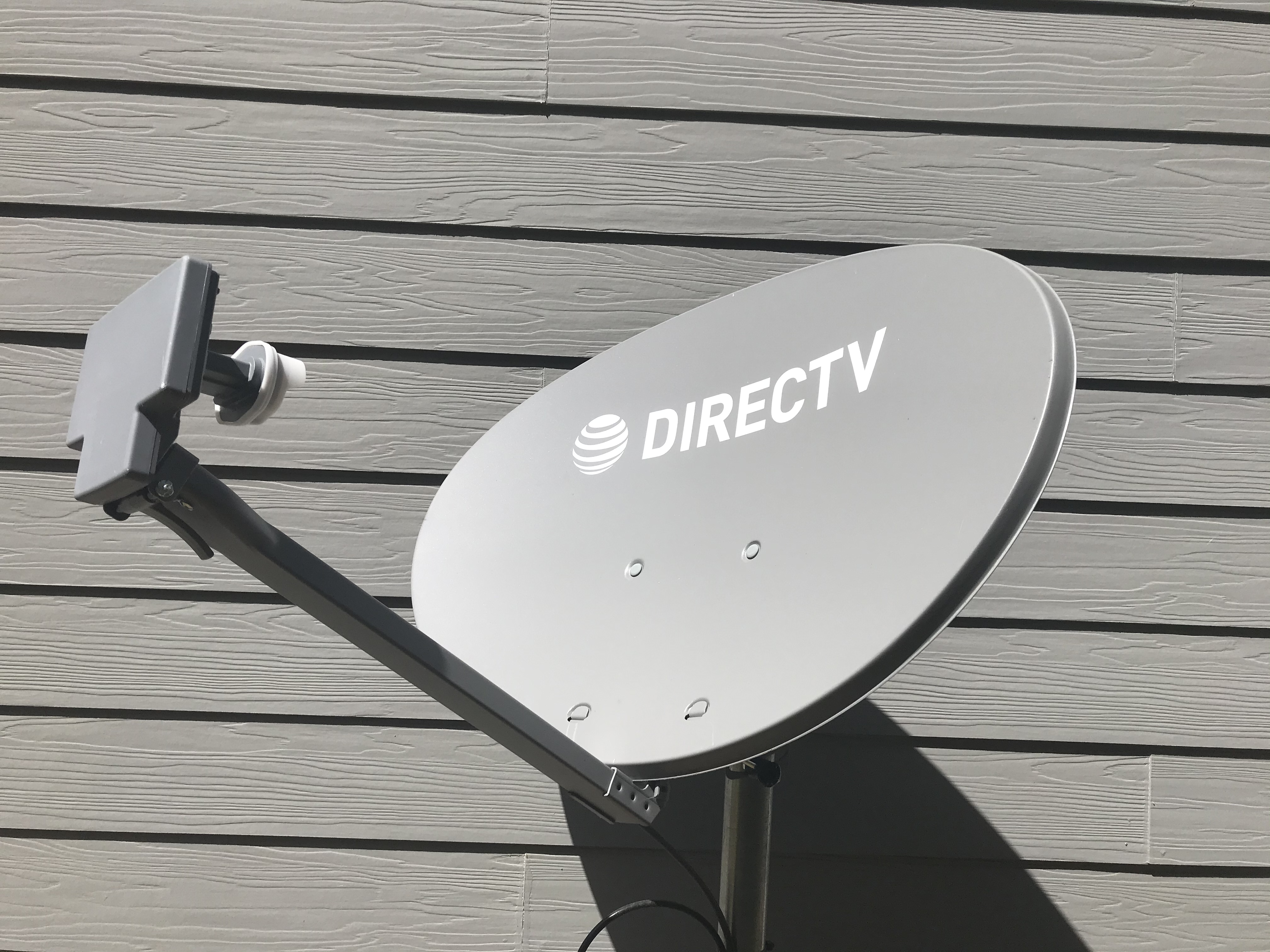
دیش‌ ماهواره

دیش ماهواره یا بشقاب ماهواره یک جسم گرد بشقاب‌شکل نسبتاً بزرگ است که با اِل‌اِن‌بی، یک آنتن سَهمَوی را تشکیل می‌دهد. این وسیله برای دریافت امواج ریزموج (مایکروویو) از ماهواره مخابراتی، یا ارسال به آن طراحی شده‌است. دیش، امواج را هم‌گرا کرده، به ال‌ان‌بی منتقل می‌کند. دیش، فلزی و رسانا است. 

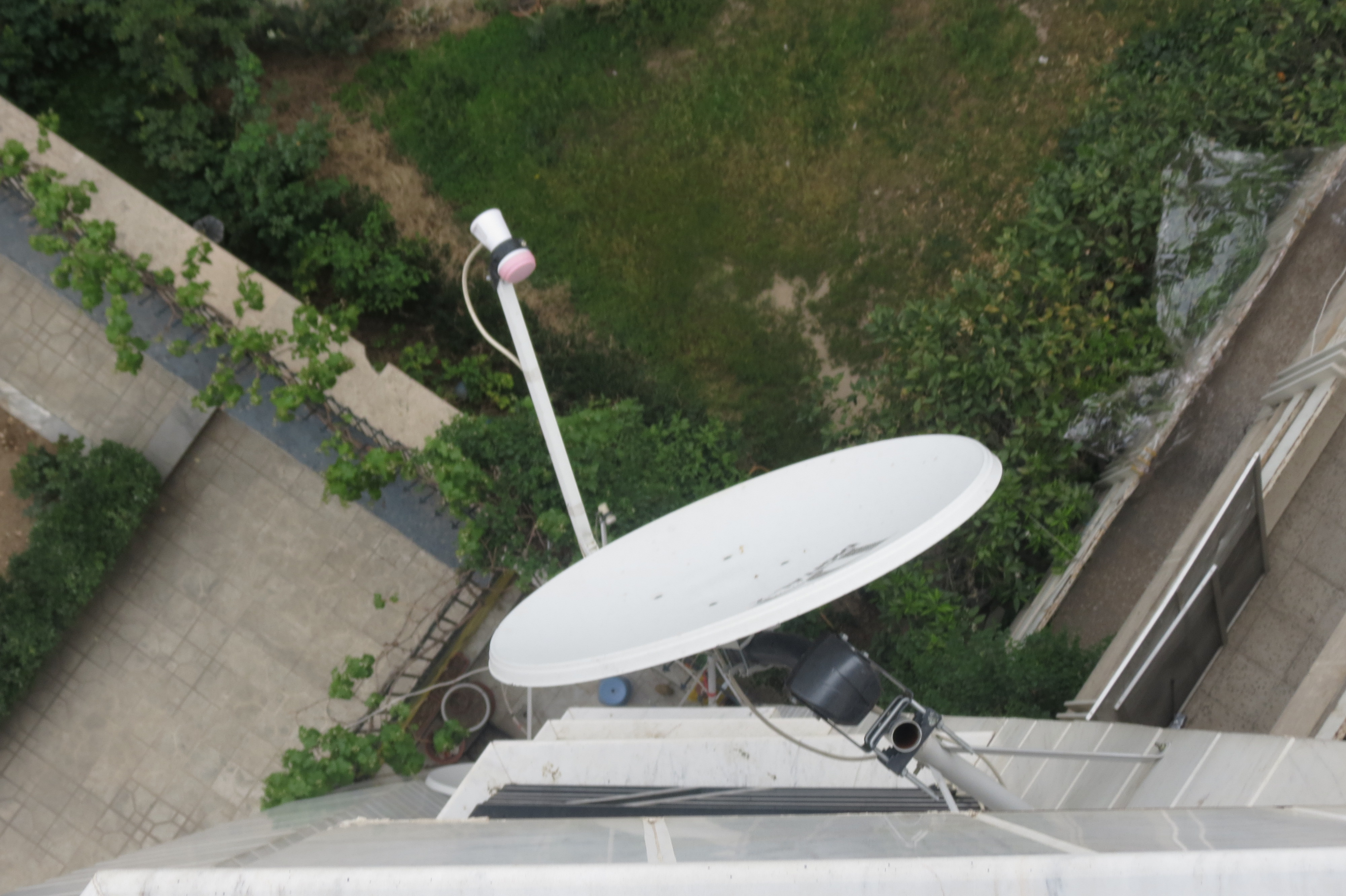
یک دیش گردان

## دیش گردان
برای دریافت امواج از جهت‌های مختلف، برخی از قیچی ال‌ان‌بی استفاده می‌کنند اما دیش‌های گردان از اواسط دهه ۱۳۸۰ وارد ایران شدند که ابتدا از دای‌سِک (DiSEqC) (مخفف کنترل دیجیتالی تجهیزات ماهواره) که یک پروتکل ارتباطی میان گیرندۀ ماهواره (رسیور) و دستگاه‌های دیگر (مانند گردانندۀ دیش، یا سوییچ چند-بشقابی) استفاده می‌کردند که بر روی پایه‌های دیش گردان قرار می‌گرفت و بشقاب‌های ۷۰ تا ۱۲۰ سانتی‌متری روی آن نصب می‌شد. از امتیازات آن، امکان چرخش یکنواخت ۳۶۰ درجه بود.
بعدها، دیش‌های لعابی بیضوی شکل دای‌سک ۲ وارد بازار شدند که برخی امکان تغییر جهت عمودی و افقی را با هم داشتند. تنظیم دیش‌های گردان نیاز به تراز بودن پایه و قرار گرفتن دقیق پایه دیش به‌طور هم‌راستا با عرض جغرافیایی یا همان خط جنوب قطب‌نما (در نیم‌کره شمالی یا خط شمال قطب‌نما در نیم‌کره جنوبی) دارد تا پایه دیش با خط استوا هم‌راستا شود.
دیش گردانهای جدید با طول و عرض جغرافیایی محلی و طول جغرافیایی ماهواره یا همان موقعیت ماهواره میزان چرخش از نقطه صفر (خط شمال به جنوب) را محاسبه کرده و موقعیت‌یابی ماهواره‌ها را به صورت اتوماتیک انجام می‌دهند.